# هوندا سی‌بی‌اف۱۲۵
هوندا سی‌بی‌اف۱۲۵ (به انگلیسی: Honda CBF125) یک موتور سیکلت سبک‌وزن ژاپنی با پیشرانه تک‌سیلندر چهارزمانه است که از سال ۲۰۰۸ درحال تولید می‌باشد. فروش این موتورسیکلت در اوایل دسامبر ۲۰۰۸ در انگلستان آغاز شد. این مدل جایگزین و ارتقایافته هوندا سی‌جی۱۲۵ است.
هوندا سی بی اف ۱۲۵ (Honda CBF 125) یکی از موتورسیکلت‌های تولیدی توسط شرکت هوندا است که به عنوان یکی از موتورسیکلت‌های جاده‌ای محبوب و کارآمد در بازار موتورسیکلت‌ها جای گرفته است. با طراحی ساده و کم حجم، هوندا سی بی اف ۱۲۵ به عنوان یک انتخاب عالی برای مسافرت‌های شهری و استفاده روزانه شناخته می‌شود. هوندا سی بی اف ۱۲۵ دارای موتور یک سیلندری با ظرفیت ۱۲۵ سی‌سی است که توان حداکثر ۱۲ اسب بخار تولید می‌کند. این موتور با توجه به تکنولوژی PGM-FI (تزریق الکترونیکی سوخت) هوندا، به مصرف سوخت مقرون به‌صرفه‌ای دست می‌یابد.
با وزن کم و ابعاد کوچک، هوندا سی بی اف ۱۲۵ به راحتی در شرایط ترافیکی شهری منعطف عمل می‌کند. ترمزهای دیسکی جلو و عقب به کنترل بهتر در ترافیک کمک می‌کنند.همچنین، هوندا به عنوان یکی از شرکت‌های معتبر در صنعت موتورسیکلت‌سازی شناخته می‌شود و همیشه از مواد با کیفیت و فناوری‌های پیشرفته در ساخت موتورسیکلت‌ها استفاده می‌کند.